# 西九龍法院大樓

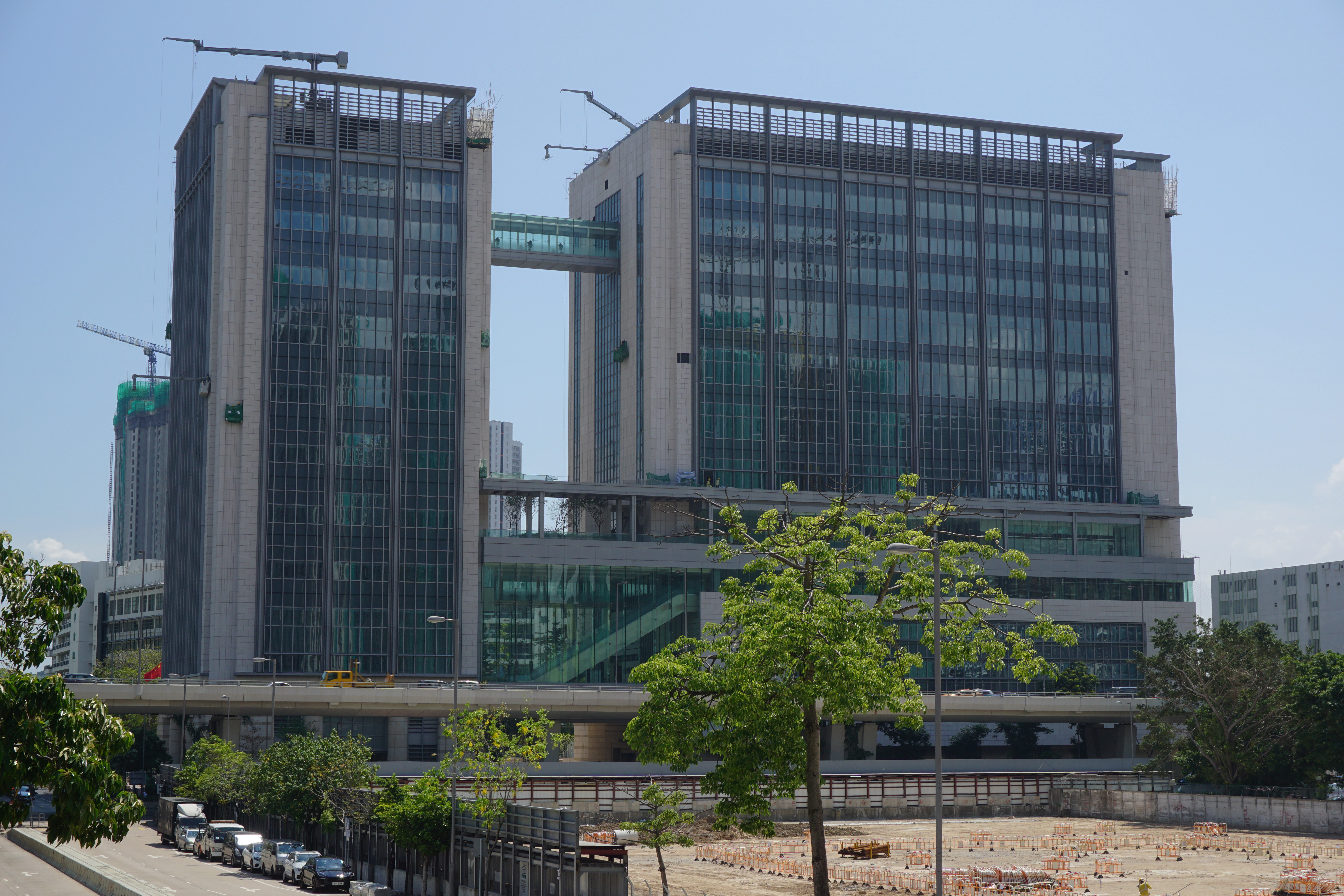
西九龍法院大樓

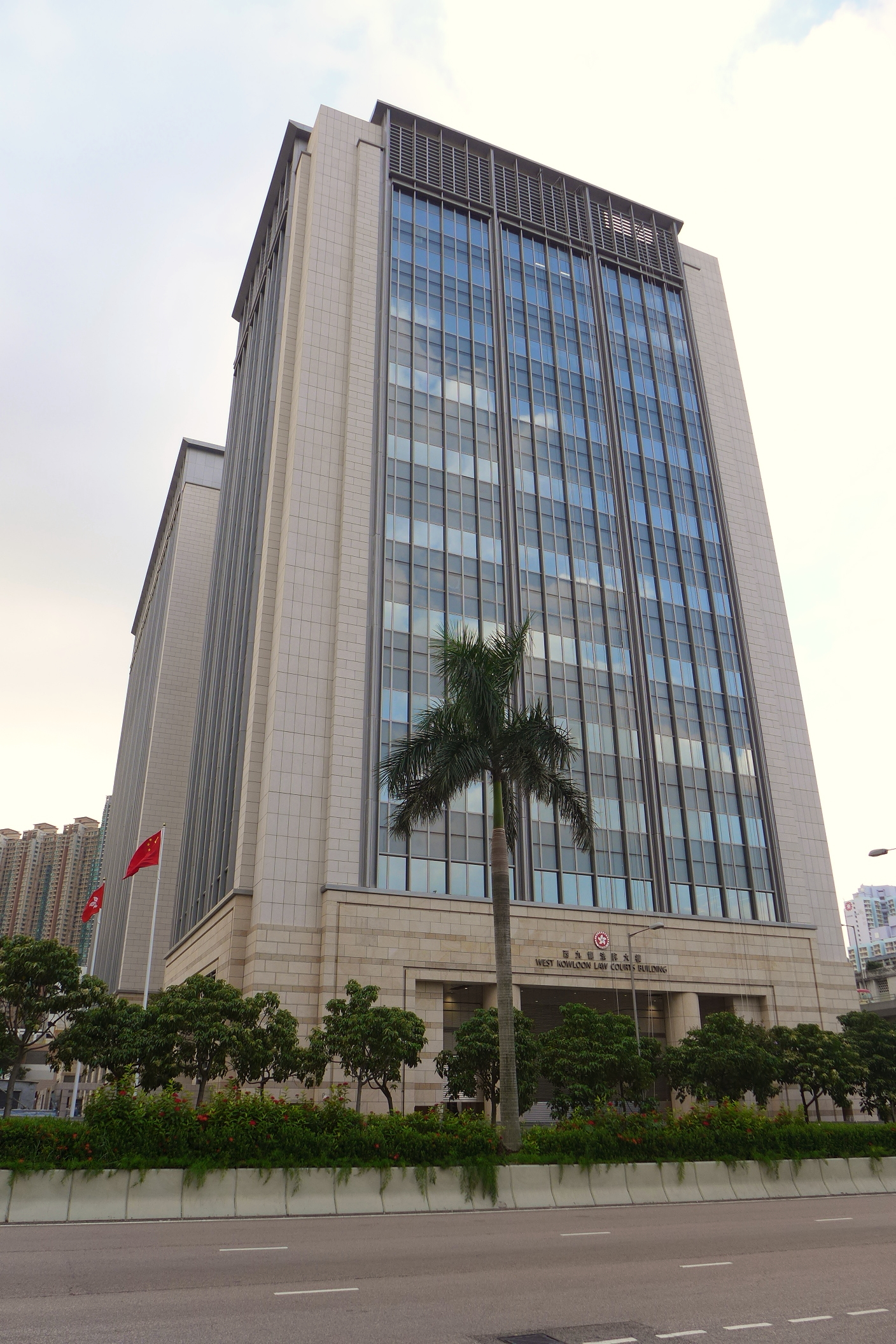
西九龍法院大樓側面

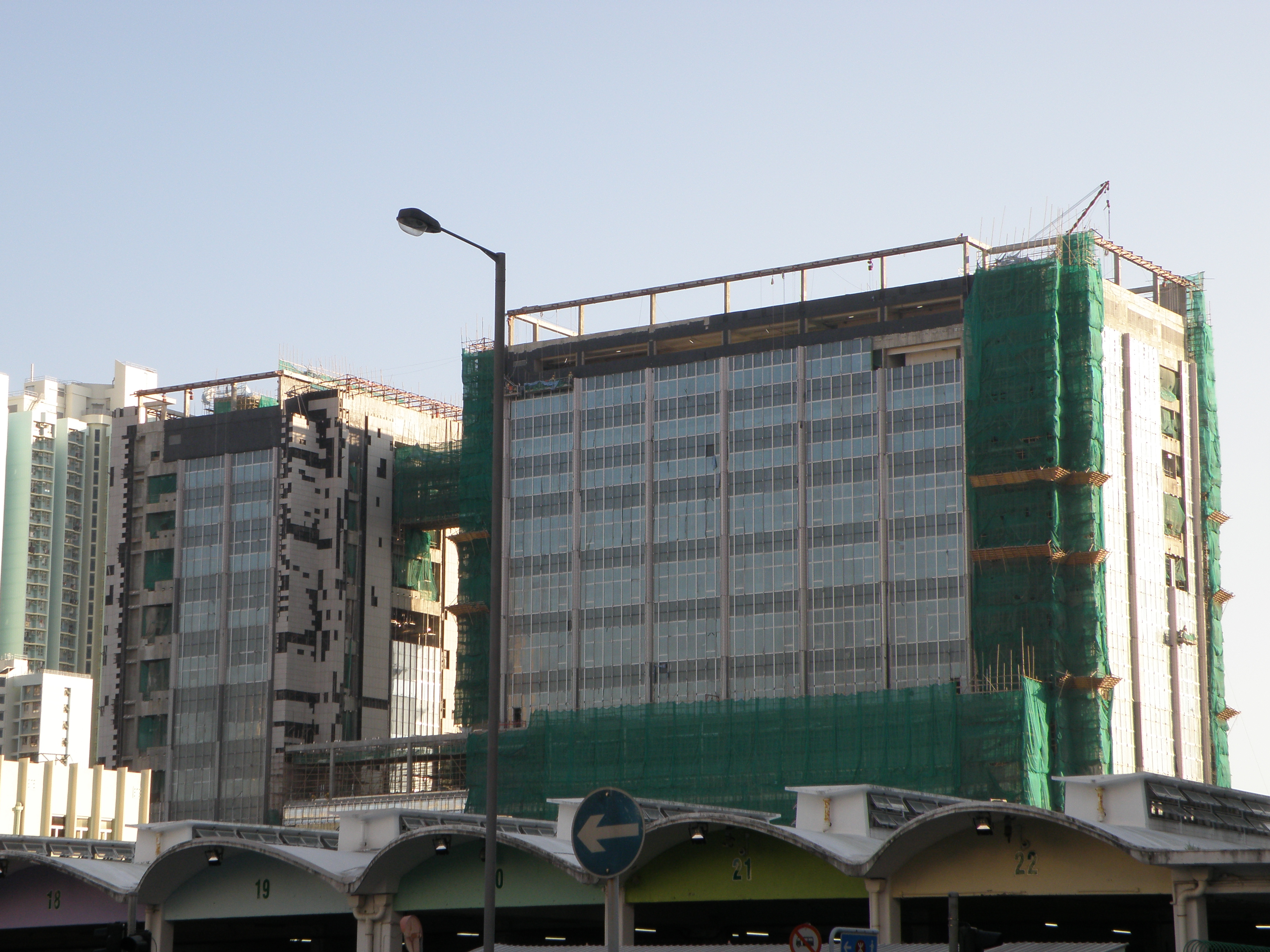
興建中的西九龍法院大樓（2015年9月）

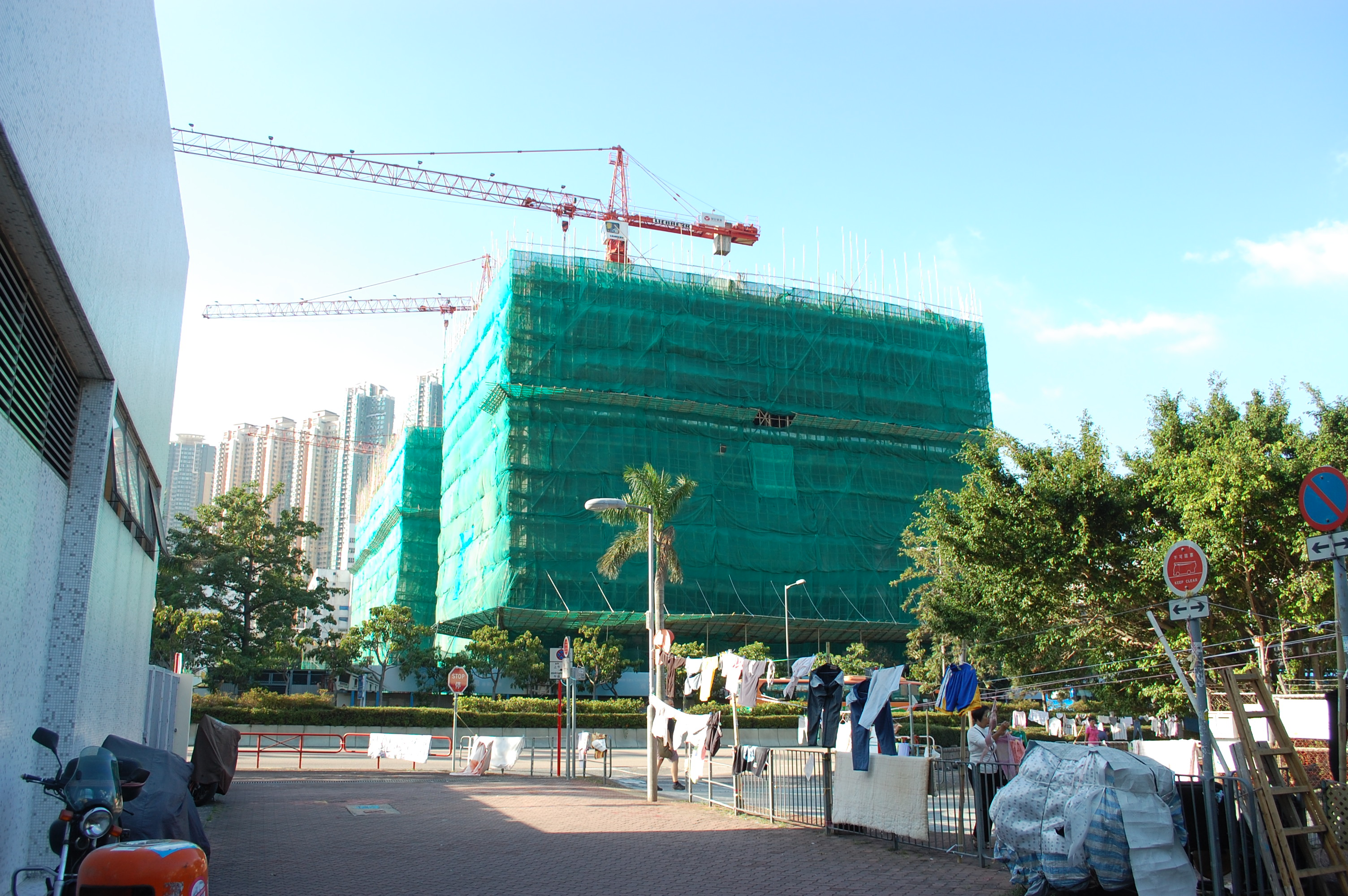
興建中的西九龍法院大樓（2014年11月）

西九龍法院大樓（英語：West Kowloon Law Courts Building）位於香港九龍深水埗區長沙灣通州街501號，佔地7,509平方米，採用雙子式設計，總樓面面積約18,000平方米，設有32座法庭。工程於2012年2月開始，耗資逾27億2,310萬港元，於2016年9月至2017年1月分階段啟用，亦為香港最近落成的法院大樓。大樓內設有西九龍裁判法院、小額錢債審裁處、死因裁判法庭及淫褻物品審裁處；部分被告數量較多的區域法院案件，高等法院案件以及部分政治案件亦於此審理。

## 設計
西九龍法院大樓的外觀採取典雅風格，以區別於一般商業大廈，內裡設有作為停車場的地庫，以減少在地面上的建築群體積。

## 歷史
按照約2000年代初的規劃，政府打算於凱德苑現址興建西九龍法院大樓。然而，後來有關計劃不了了之。
其後，鑑於法院案件冗沉，香港司法機構於2009年再提出於九龍深水埗長沙灣興建西九龍法院大樓（但改於鄰近另一幅更大的政府用地興建），以將原來分散於不同地區的法院及審裁處重置於同一棟大廈之內，並且增加法院數目，方便總裁判官調配資源。香港司法機構於同年10月27日向深水埗區議會諮詢。
建築工程期間，承建商表示難以聘請香港建築工人，因而向勞工處申請輸入逾130名紮鐵、釘板、倒石屎及批盪等崗位的外國勞工，工作為期8至12個月；2015年4月，勞工處向勞工顧問委員會提交承建商的外國勞工申請。
2016年9月19日，小額錢債審裁處遷往大樓B座3樓。
2016年12月28日，荃灣裁判法院遷往大樓A座3至7樓，並重新命名為西九龍裁判法院。
2017年1月16日，死因裁判法庭及淫褻物品審裁處遷往大樓A座9樓。
2017年5月12日，西九龍法院大樓正式啟用，並由香港終審法院首席法官馬道立為西九龍法院大樓主持啟用典禮。

## 環境保護
西九龍法院大樓將會採用各種環境保護及節約能源的設施，包括興建空中花園、綠化天台及安裝太陽能光伏板等，地面亦會栽種植物綠化環境。

## 事件

### 犯人逃脫
2023年4月10日，獲保釋的林景浩（24歲，無業）涉嫌企圖收酬與遭還押的販毒案被告陳樹華（37歲，售貨員）交換身份，以讓對方冒認他後外出逃逸。兩男被控明知地誤導警務人員罪，陳樹華另被控從合法羈押逃離罪（案件編號：WKCC2686/2023），案件在2023年6月21日於西九龍法院再提堂，控方改控妨礙司法公正，並加控陳樹華使用屬於他人的文件，指陳樹華於2023年4月13日，在油麻地南京街與新填地街交界附近，無合法權限或合理辯解，而使用一張屬於他人（即林景浩）的申請香港永久性居民身份證收據。林景浩則被加控將文件轉讓給他人，他被控於2023年4月10日，在西九龍法院大樓，將姓名為林景浩的申請香港永久性居民身份證收據轉讓給陳樹華。裁判官批准控方申請，把案轉介至區域法院處理，並押後至2023年7月11日在區院再訊，期間兩名被告還押。

## 鄰近地點
- 麗玥苑（興建中，前為長沙灣屠場）
- 蔬菜統營處優質蔬菜包裝中心
- 英華小學、英華書院
- 聖瑪加利男女英文中小學
- 渠務署長沙灣污水泵房
- 庫務大樓
- 發祥街西遊樂場
- 深水埗公園、深水埗公園游泳池
- 麗閣邨
- 榮昌邨、富昌邨、南昌薈
- 匯璽、V Walk
- 海達邨

## 外部連結
- 西九龍法院大樓（页面存档备份，存于）
- 興建西九龍法院大樓（页面存档备份，存于） 深水埗區議會文件 166/09
- 西九龍法院大樓（页面存档备份，存于）（立法會工務小組委員會文件）